# Raja Gosnell
Raja Raymond Gosnell (* 9. Dezember 1958 in Los Angeles) ist ein US-amerikanischer Filmeditor und Filmregisseur.

## Leben
Seine Karriere beim Film begann Raja Gosnell 1978 als Fahrer für die Produktionsgesellschaft Lion’s Gate Films und Regisseur Robert Altman, der ihn förderte, und bald als Schnittassistent einsetzte, wie etwa bei Quintett. Sein Handwerk im Bereich Filmschnitt lernte er bei dem Editor William H. Reynolds, der 1966 für seine Arbeit an Meine Lieder – meine Träume und 1974 für Der Clou jeweils einen Oscar erhalten hatte.
Gosnells erstes eigenständiges Werk als Editor war 1982 der Kurzfilm The Silence, mit und für den die Produzenten Michael Toshiyuki Uno und Joseph Benson für einen Oscar nominiert waren. 1983 begann Gosnells Zusammenarbeit mit Drehbuchautor und Regisseur Chris Columbus. Danach arbeitete er vor allem an Filmkomödien, bis er schließlich selbst als Regisseur tätig wurde und 1997 Wieder allein zu Haus inszenierte. Auch als Regisseur blieb er den Komödien treu.

## Filmografie (Auswahl)

### Als Schnittassistent
- 1978: Quintett
- 1979: Ein perfektes Paar
- 1980: Health – Der Gesundheitskongreß (Health)
- 1980: Popeye

### Als Editor
- 1982: The Silence
- 1984: Brennendes Land (Vengeance of a Soldier)
- 1984: Ein Single kommt selten allein (The Lonely Guy)
- 1986: Crazy Airforce (Weekend Warriors)
- 1986: Überfall im Wandschrank (Monster in the Closet)
- 1987: Teenwolf II (Teen Wolf Too)
- 1988: Jailbird Rock
- 1988: Heartbreak Hotel
- 1988: D.O.A. – Bei Ankunft Mord
- 1990: Der große amerikanische Sexskandal (Jury Duty: The Comedy) (Fernsehfilm)
- 1990: Pretty Woman
- 1990: Kevin – Allein zu Haus (Home Alone)
- 1991: Mama, ich und wir zwei (Only the Lonely)
- 1992: T-Bone und Weasel (T Bone N Weasel, Fernsehfilm)
- 1992: Kevin – Allein in New York (Home Alone 2: Lost in New York)
- 1993: Der Durchstarter (Rookie of the Year)
- 1993: Mrs. Doubtfire – Das stachelige Kindermädchen (Mrs. Doubtfire)
- 1994: Das Wunder von Manhattan (Miracle on 34th Street)
- 1995: Nine Months

### Als Regisseur
- 1997: Wieder allein zu Haus (Home Alone 3)
- 1999: Ungeküsst (Never Been Kissed)
- 2000: Big Mama’s Haus (Big Momma’s House)
- 2002: Scooby-Doo
- 2004: Scooby Doo 2 – Die Monster sind los (Scooby Doo 2: Monsters Unleashed)
- 2005: Deine, meine & unsere (Yours, Mine and Ours)
- 2009: Beverly Hills Chihuahua (Beverly Hills Chihuahua)
- 2011: Die Schlümpfe (The Smurfs)
- 2013: Die Schlümpfe 2 (The Smurfs 2)
- 2018: Show Dogs – Agenten auf vier Pfoten (Show Dogs)